# U.S. Route 93 (Nevada)
En el estado de Nevada, la Ruta 93 (US 93) es una autopista principal que atraviesa el borde oriental del estado. La autopista conecta al  área de Las Vegas a la Reserva Nacional del Parque Great Basin, y provee conexiones más lejanas a Ely y Wells.  La Ruta 93 también conecta a la ciudad de Las Vegas y Phoenix, Arizona vía Boulder City y la Presa Hoover.

## Intersecciones principales
Nota: las piedras miliares en Nevada vuelven a empezar en las líneas de los condados.
| Condado    | Ubicación                                                     | Milla                                                         | #                                                             | Destino                                                       | Notas                                                         |
| ---------- | ------------------------------------------------------------- | ------------------------------------------------------------- | ------------------------------------------------------------- | ------------------------------------------------------------- | ------------------------------------------------------------- |
| Clark      | línea estatal de Arizona en la Presa Hoover y el Río Colorado | línea estatal de Arizona en la Presa Hoover y el Río Colorado | línea estatal de Arizona en la Presa Hoover y el Río Colorado | línea estatal de Arizona en la Presa Hoover y el Río Colorado | línea estatal de Arizona en la Presa Hoover y el Río Colorado |
| Clark      | Boulder City                                                  |                                                               |                                                               | Lakeshore Road - Lake Mead                                    | Antigua SR 166                                                |
| Clark      | Boulder City                                                  |                                                               |                                                               | US 95 – Searchlight, Laughlin, Needles                        | Extremo Sur de la US 95 overlap                               |
| Clark      | Vea I-515                                                     |                                                               |                                                               |                                                               |                                                               |
| Clark      | Vea I-15                                                      |                                                               |                                                               |                                                               |                                                               |
| Clark      |                                                               |                                                               |                                                               | I 15 norte – Mesquite, Salt Lake City                         | Extremo norte de la I-15 overlap                              |
| Clark      |                                                               |                                                               | SR 168 – Moapa, Glendale                                      |                                                               |                                                               |
| Lincoln    |                                                               |                                                               |                                                               | SR 318 – Hiko, Sunnyside                                      | A SR 375 (Carretera extraterrestre)                           |
| Lincoln    | Caliente                                                      |                                                               |                                                               | SR 317 – Elgin                                                |                                                               |
| Lincoln    | Panaca                                                        |                                                               |                                                               | SR 319                                                        |                                                               |
| Lincoln    | Panaca                                                        | SR 816 (Airport Road) – Aeropuerto del condado de Lincoln     |                                                               |                                                               |                                                               |
| Lincoln    |                                                               |                                                               | SR 320 (Caselton Mine Road)                                   |                                                               |                                                               |
| Lincoln    |                                                               |                                                               | SR 321 – Pioche                                               |                                                               |                                                               |
| Lincoln    | Pioche                                                        |                                                               |                                                               | SR 322 – Ursine, Parque Estatal Spring Valley                 |                                                               |
| Lincoln    |                                                               |                                                               | SR 321 – Pioche                                               |                                                               |                                                               |
| Lincoln    |                                                               |                                                               | SR 320 (Caselton Mine Road)                                   |                                                               |                                                               |
| White Pine |                                                               |                                                               |                                                               | SR 894 – Shoshone                                             |                                                               |
| White Pine | Major's Place                                                 |                                                               |                                                               | US 6 este US 50 este – Baker, Delta                           | Extremo Sur de la US 6 & US 50 overlap                        |
| White Pine | Ely                                                           |                                                               |                                                               | US 6 oeste – Tonopah                                          | Extremo norte de la US 6 overlap                              |
| White Pine | Ely                                                           |                                                               |                                                               | US 50 oeste (Aultman Street) – Eureka, Austin                 | Extremo norte de la US 50 overlap                             |
| White Pine |                                                               |                                                               | SR 490 (Ely Prison Road)                                      |                                                               |                                                               |
| White Pine | Lages Station                                                 |                                                               |                                                               | · US-Alt 93 norte – West Wendover                             |                                                               |
| Elko       |                                                               |                                                               |                                                               | SR 229 (Secret Pass Road) – Halleck                           |                                                               |
| Elko       |                                                               |                                                               | SR 232 (Clover Valley Road)                                   |                                                               |                                                               |
| Elko       | Wells                                                         |                                                               |                                                               | I 80 · US-Alt 93 sur – Elko, Salt Lake City                   |                                                               |
| Elko       | Wells                                                         | SR 223 (6.ª Calle)                                            |                                                               |                                                               |                                                               |
| Elko       | Jackpot                                                       | Línea estatal de Idaho                                        | Línea estatal de Idaho                                        | Línea estatal de Idaho                                        | Línea estatal de Idaho                                        |